# Verkiezingen clubpresident FC Barcelona 2010

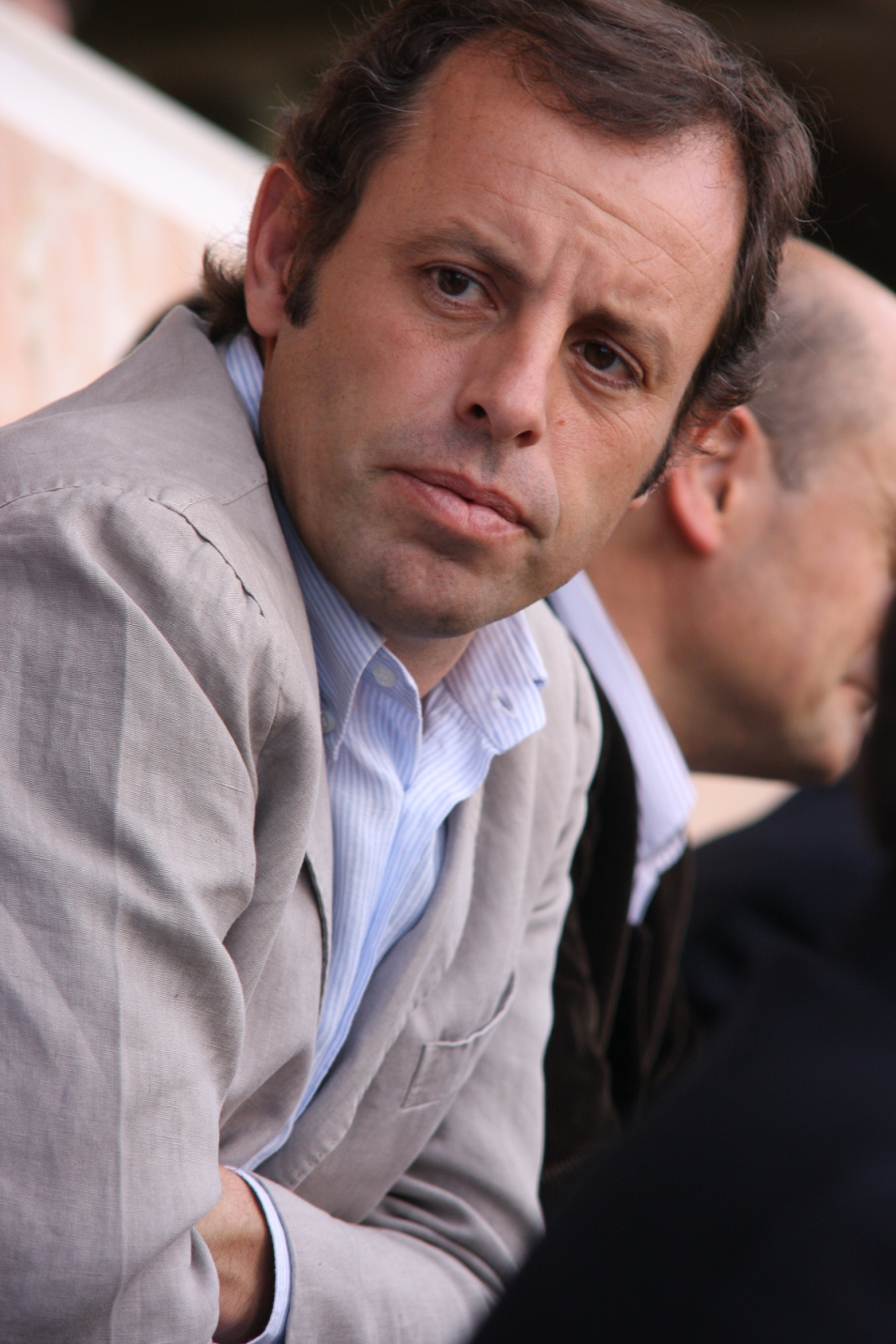
Sandro Rosell, de nieuwe president van FC Barcelona

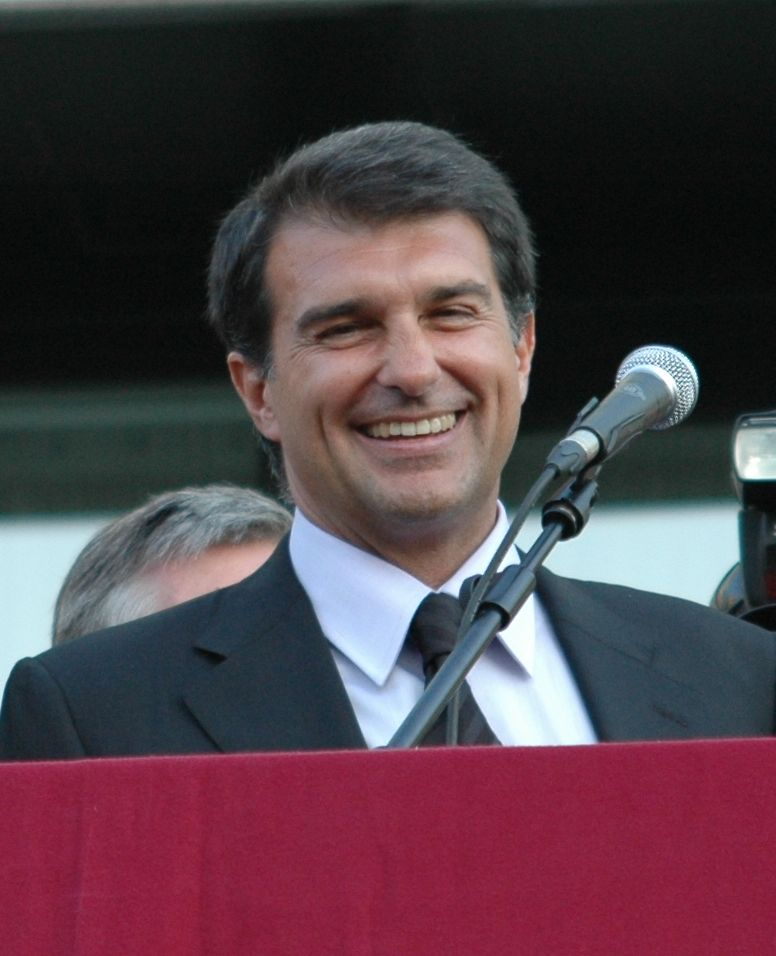
Joan Laporta, de aftredende president van FC Barcelona

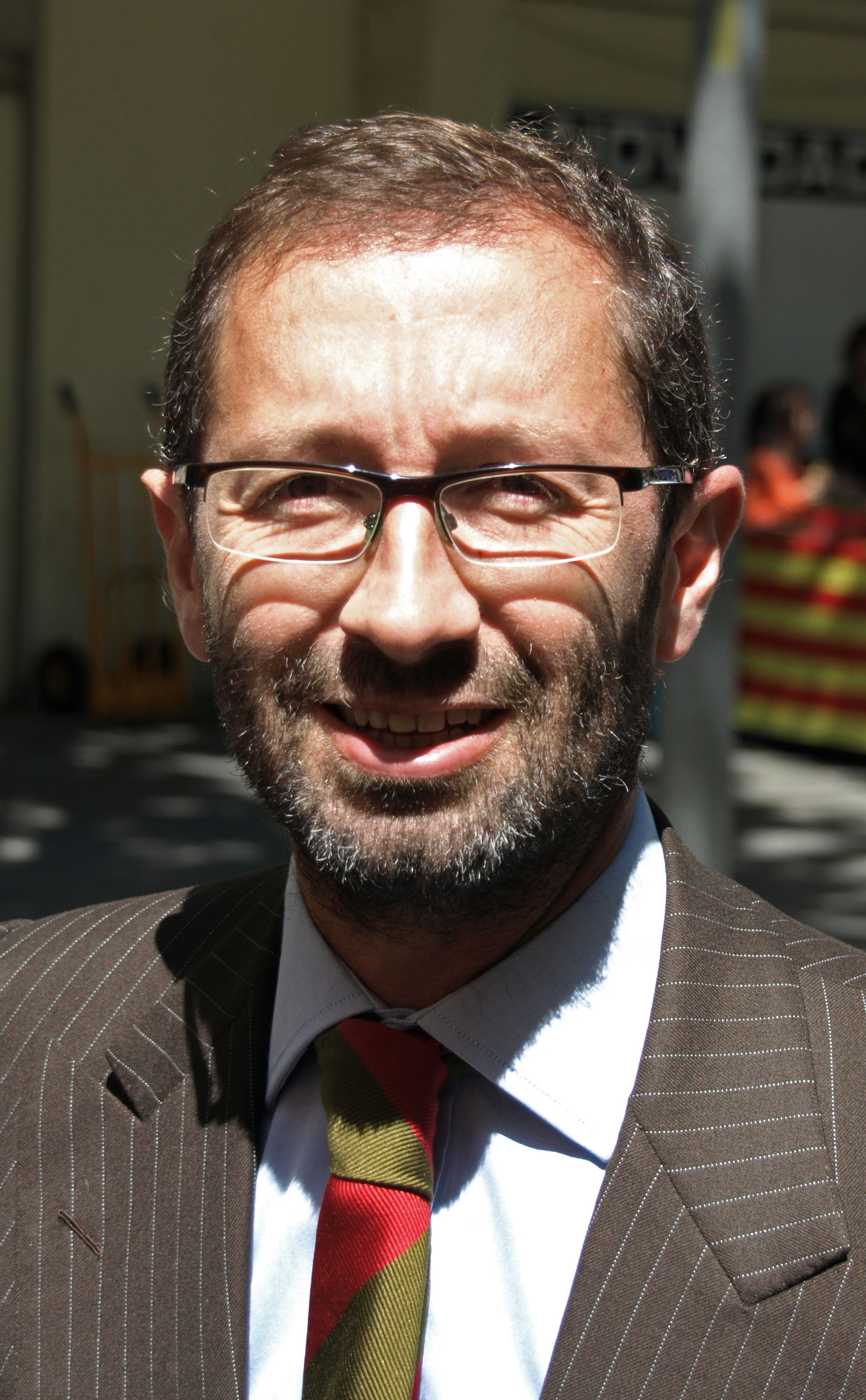
Marc Ingla, kandidaat voor de positie van president van FC Barcelona

De verkiezingen voor clubpresident van FC Barcelona 2010 was de verkiezing voor de positie van clubpresident van de Catalaanse omnisportvereniging FC Barcelona die plaatsvond op 13 juni 2010. De winnaar was Sandro Rosell met 61,35% van de stemmen en hij zal Joan Laporta opvolgen als clubpresident.

## Aanloop naar de verkiezing
FC Barcelona is sinds de oprichting van de club in 1899 officieel in handen van de clubleden, socios genoemd. De club wordt bestuurd door een president in samenwerking met onder meer enkele vicepresidenten en overige directieleden. In principe worden iedere vier jaar verkiezingen gehouden voor de positie van clubpresident. De kandidaten moeten aan een aantal eisen voldoen om zich daadwerkelijk verkiesbaar te stellen. Uiteindelijk mogen alle stemgerechtigde clubleden (meerderjarige leden die minstens één jaar clublid zijn) op de verkiezingsdag hun stem uitbrengen op het terrein van FC Barcelona. De winnaar van de verkiezingen is de nieuwe president van FC Barcelona gedurende volgende vier jaar en mag een bestuur formeren. Wanneer bij de verkiezingen naast de zittende president geen andere kandidaten zijn, wordt de ambtstermijn van de zittende president automatisch met vier jaar verlengd. Een president mag tegenwoordig slechts twee opeenvolgende ambtstermijnen vervullen.

### De zittende president: Joan Laporta
In 2010 was advocaat Joan Laporta de zittende president. Na twee termijnen (2003-2006, 2006-2010) als clubpresident kon hij zich echter niet meer verkiesbaar stellen. De periode-Laporta was sportief gezien een groot succes voor FC Barcelona met goede resultaten in de vier grote proftakken voetbal, basketbal, handbal en rolhockey. De aansprekendste resultaten waren de twee UEFA Champions League (2006, 2009) en de wereldbeker (2009) in het voetbal en de EuroLeague in het basketbal. Bovendien vond Laporta regelingen om de schulden van de club op te lossen, vergrootte hij de inkomsten van de club, herstelde hij de positie van FC Barcelona als boegbeeld van Catalonië, gaf hij het clubmotto més que un club (meer dan een club) een nieuwe dimensie door middel van een overeenkomst met UNICEF, en weerde hij de hooligans van de Boixos Nois uit Camp Nou. Daarnaast nam het aantal clubleden in de periode-Laporta sterk toe tot recordaantallen. Op bestuurlijk vlak had Laporta echter de nodige problemen gekend met onder meer een groot aantal directieleden die in de loop der jaren na onvrede over het beleid waren opgestapt.

### De voorkandidaten
Volgens artikel 38 van de clubstatuten moet een persoon aan een aantal eisen voldoen om zich verkiesbaar te kunnen stellen als president van FC Barcelona, waaronder:
- Een kandidaat moet meerderjarig en wilsbekwaam zijn;
- Een kandidaat moet minstens één jaar clublid zijn op het moment dat de verkiezingen plaatsvinden;
- Een kandidaat mag geen geschorst lidmaatschap hebben op het moment dat de verkiezingen plaatsvinden;
- Een kandidaat mag niet aan de club verbonden zijn geweest als een speler, coach of manager in de twee jaar voorafgaand aan de verkiezingen;
- Een kandidaat mag geen disciplinaire straffen van de club hebben gehad in de vijf jaar voorafgaand aan de verkiezingen;
- Een kandidaat moet woonachtig zijn in Catalonië.

In de aanloop naar de verkiezingen stelden verschillende personen zich kandidaat. Op 27 jani 2008 was Sandro Rosell de eerste die zich kandidaat stelde. Rosell was van 2003 tot 2005 eerste vicevoorzitter bij FC Barcelona. Hij vertrok uit het clubbestuur na een hevig conflict met Laporta. Daarvoor was Rosell directeur van Nike in Zuid-Amerika.
Vanuit het zittende bestuur werd eveneens een presidentskandidaat naar voren geschoven. Xavier Sala i Martín, penningmeester van de club en professor in Economie aan de Columbia University in New York, kreeg aanvankelijk de steun van Laporta, terwijl Jaume Ferrer, de vicepresident op het gebied van marketing, de voorkeur kreeg van het merendeel van de bestuursleden. Uiteindelijk bereikte het bestuur in januari 2010 consensus om eerste vicepresident Alfons Godall als continuïteitskandidaat te benoemen. Uiteindelijk trok Godall zich in maart 2010 alsnog terug als presidentskandidaat, waarna Ferrer naar voren werd geschoven als de continuïteitskandidaat.
Verschillende personen stelden zich kandidaat om kort daarna weer terug te trekken. Zo stelde Miquel Pou, een 44-jarige medewerker van de Universiteit van de Balearen, zich in maart 2010 verkiesbaar om zich vervolgens in april weer terug te trekken.
Uiteindelijk waren er zeven serieuze voorkandidaten: Jaume Ferrer, Sandro Rosell, Marc Ingla, Agustí Benedito, Jaume Guixà, Alexis Plaza en Santiago Salvat. Ingla was van 2003 tot 2008 als vicepresident van FC Barcelona verantwoordelijk voor sportzaken. Hij kreeg bij zijn campagne de steun van Ferran Soriano, Albert Vicens en Alfons Godall, een drietal dat onder Laporta de functie van vicepresident heeft vervuld. Benedito, een zakenman, was van 2003 tot 2009 werkzaam voor het bestuur van Laporta. Na onenigheid over enkele acties van Laporta besloot Benedito in februari 2009 op te stappen. Guixà, een professor in Business Management aan de Universitat Politècnica de Catalunya, stelde zich in 2006 al eens verkiesbaar als clubpresident, maar hij haalde destijds net niet de kiesdrempel. Plaza, een 27-jarige econoom, leidde de campagnegroep Somni Blaugrana, bestaande uit clubleden tussen de 25 en 30 jaar oud waaronder Mikaela Stoitchkov, de dochter van voormalig FC Barcelona-speler Hristo Stoitchkov. Zijn overgrootvader Pere Marcet was een van de mede-oprichters van FC Barcelona en bestuurslid van 1919 tot 1922. Plaza studeerde in Zwitserland en hij had op het moment van de verkiezingen een leidinggevende functie in het Le Méridien Hotel in Barcelona. Zijn stiefvader is John Toshack, voormalig profvoetballer en bondscoach van Wales en in het verleden in Spanje werkzaam als trainer van Real Madrid, Real Sociedad, Real Murcia en Deportivo de La Coruña. De 39-jarige zakenman Santiago Salvat gaf leiding aan een kandidatuur die werd opgezet voetbalmakelaar Josep Maria Minguella en advocaat Jordi Medina, twee voormalige presidentskandidaten. Salvat, wiens familie in de negentiende eeuw de uitgeverij Salvat Editores in Barcelona oprichtte, was op het moment van de verkiezingen werkzaam in de communicatiesector. Daarnaast probeerde ook het minder serieuze drietal Ferran Estrada, Francesc Liñan en Jordi Ruiz clubpresident te worden.
Om daadwerkelijk deel te kunnen nemen aan de verkiezingen moesten de kandidaten 2.095 handtekeningen van medestanders en een bankgarantie overleggen. Vier voorkandidaten wisten uiteindelijk voldoende handtekeningen te behalen om deel te mogen nemen aan de verkiezingen: Rosell, Ingla, Ferrer en Benedito. Dit viertal werd vervolgens door de club officieel tot presidentskandidaat benoemd.
| Naam            | Aantal behaalde handtekeningen |
| --------------- | ------------------------------ |
| Sandro Rosell   | 13.618                         |
| Marc Ingla      | 4.744                          |
| Jaume Ferrer    | 4.442                          |
| Agustí Benedito | 2.896                          |
| Jaume Guixà     | 1.845                          |
| Alexis Plaza    | 1.209                          |
| Santiago Salvat | 1.100                          |
| Ferran Estrada  | 18                             |
| Francesc Liñan  | 1                              |
| Jordi Ruiz      | 1                              |

## De verkiezing
Sandro Rosell werd de winnaar van de verkiezingen op 13 juni 2010. Hij verkreeg 61.35% van de stemmen, waarmee Rosell zijn tegenstanders met een grote voorsprong versloeg. Benedito werd tweede met 14.06% van de stemmen, gevolgd door Ingla (12.29%) en Ferrer (10.80%). Rosell is vanaf 1 juli 2010 de nieuwe clubpresident van FC Barcelona.
De verkiezingen van 2010 hadden de hoogste opkomst ooit met 45.888 clubleden die hun stem uitbrachten, wat neerkwam op 49.33% van de stemgerechtigde socios.
| Naam            | Aantal behaalde stemmen | Percentage |
| --------------- | ----------------------- | ---------- |
| Sandro Rosell   | 35.021                  | 61.35%     |
| Agustí Benedito | 8.044                   | 14.06%     |
| Marc Ingla      | 7.014                   | 12.29%     |
| Jaume Ferrer    | 6.168                   | 10.80%     |